# Communauté rurale de Dougué
La communauté rurale de Dougué est une communauté rurale du Sénégal située à l'est du pays. 
Elle fait partie de l'arrondissement de Boynguel Bamba, du département de Goudiry et de la région de Tambacounda.